# 인체 소묘

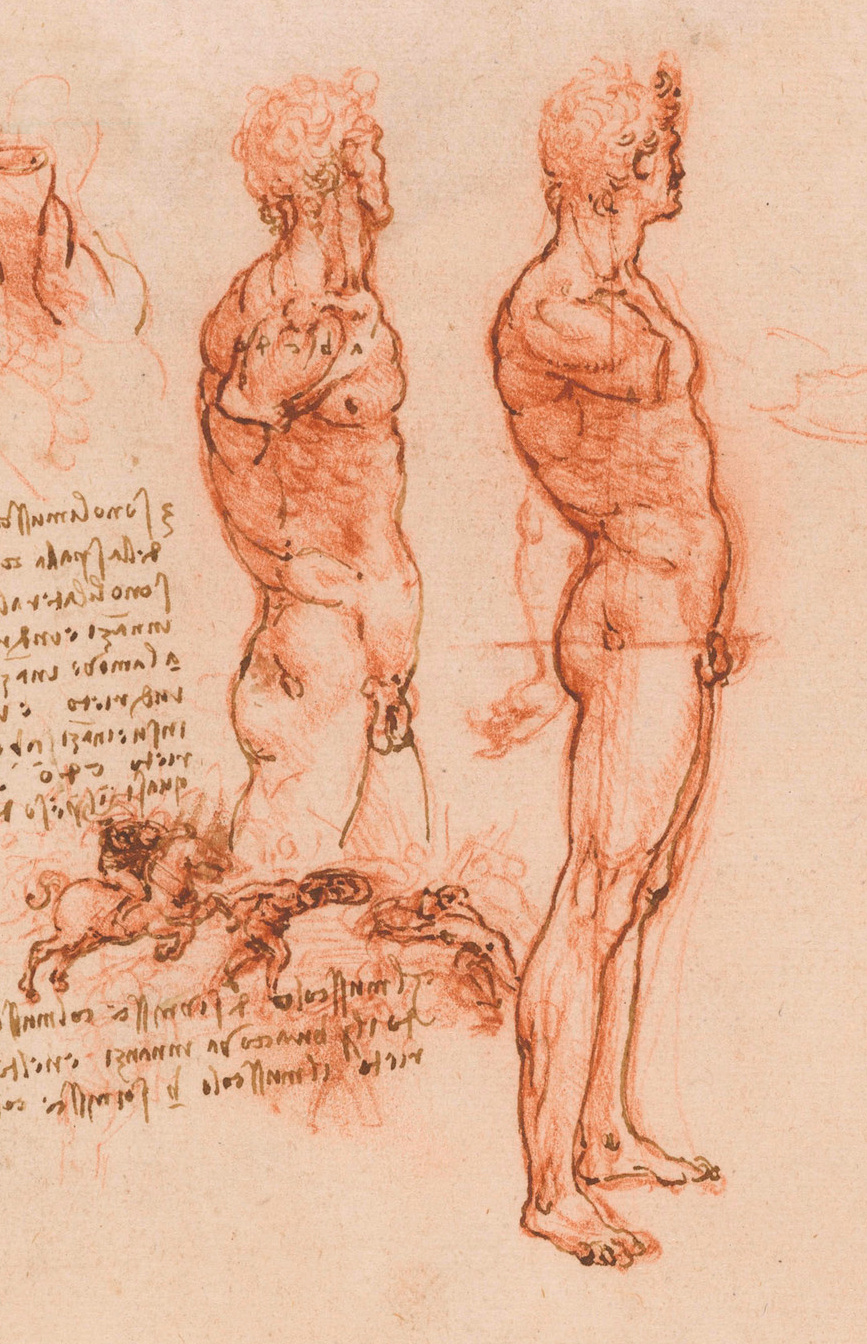
레오나르도 다 빈치의 인체 소묘

인체 소묘(人體 素描 , 영어: figure drawing)는 다양한 형태나 자세의 인체를 소묘(데상)를 통해 그려내는 것이며 소묘 작품을 제작하는 행위도 의미한다. 표현의 정도는 매우 자세한, 해부학적으로 정확한 그림부터 느슨하고 표현주의적인 스케치까지 매우 다양하다. 인체 소묘는 제작된 미술 작품 또는 회화 등의 더 완성된 작품을 위한 인체 학습일 수도 있다. 인체 소묘는 미술가가 처하는 거의 최고로 어려운 주제이며, 이 주제에 하나의 교육 과정이 배정된다. 인체는 시각 예술에서 가장 지속적인 주제 중 하나이며, 인체는 초상화, 삽화, 조각, 의학 해부도 등의 기초가 될 수 있다.

## 접근
미술가들은 인체를 그릴 때 다양한 방식으로 접근할 수 있다. 그들은 실제 모델이나 사진, 골격 모델, 또는 기억이나 상상을 통해 그릴 수 있다. 대부분의 교육에서는 모델 사용을 강조한다. 사진 자료의 사용—사진술의 발달 이후로 일반화되긴 했지만—은 재제의 역동적인 면들을 포착하는 데 실패한 "평평한" 이미지를 양산하는 경향으로 인해 비판이 있으며 일반적으로 추천되지는 않는다. 상상을 통해 그리는 것은 그것이 불러일으키는 표현주의적인 면에 칭찬을 받지만, 미술가의 지식 부족이나 인체의 시각화에 있어 불완전한 기억으로 인한 부정확함에 대한 비판이 있다; 다른 방법으로 작업한 미술가의 경험은 상상을 통한 접근의 효과에 많은 영향을 미친다.
인체 이미지를 발달시킬 때, 몇몇 미술가들은 몸의 표면에 나타난 음영의 상호작용으로 생겨난 형태에 집중한다. 다른 미술가들은 해부학적 접근을 하는데, 인체 내부의 골격의 근삿값을 내는 것으로 시작하여, 체내 기관들과 근육을 입히고, 형태에 피부를 덮고, 의상(만약 그린다면)을 입혀 마무리한다; 체내 해부학의 학습은 이 기술과 관련된다. 다른 접근으로는 기하학적 형태를 통해 두개골은 구, 토르소는 원기둥 등의 방식으로 몸을 느슨하게 구성하고 인간 형태를 더 닮도록 형태를 조정하는 방법이 있다.
인체 소묘에서 주로 추천되는 신체 비율은 다음과 같다:
- 일반인의 표준형은 보통 (머리를 포함해)7과 1/2등신이다. 이 비율은 학생들이 몸의 길이를 시각적으로 표현할 때 사용된다.
- 이상형은, 고귀하고 우아한 인상을 줄 때 사용되며, 8등신으로 그려진다.
- 영웅형은 서양 신화나 영웅 묘사에 사용되며 8과 1/2등신이다. 추가되는 길이는 흉부와 다리의 확대를 통해 보충된다.

이러한 비율은 서 있는 자세의 모델에 가장 유용하다. 다양한 몸의 부위들에 원근법이 적용되게 하는 자세는 비율이 다르게 보이게 한다.

## 용구

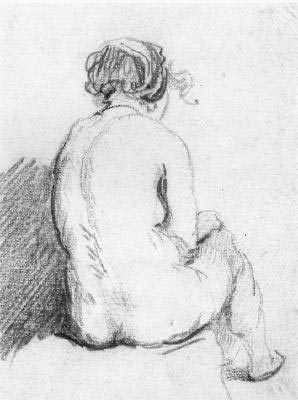
앉은 여성, 검은 크레용으로 제작, 렘브란트 (17세기)

19세기 프랑스에서는 특수 제작된 종이와 왁스, 오일 및 안료로 만들어진 콩테의 사용을 추천했다. 지우는 것은 허용되지 않았다; 그 대신, 미술가들은 짙은 형태를 그리기 전에 얇은 획으로 인체를 묘사해야 했다.

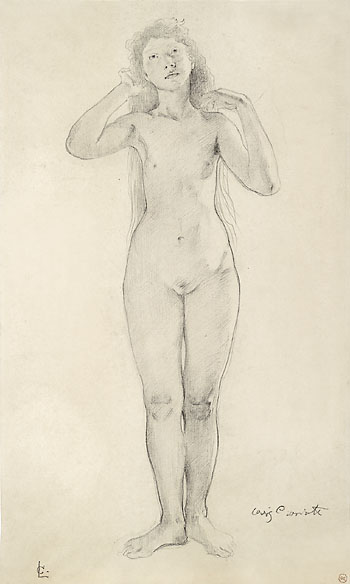
로비스 코린트의 인체 소묘. 1925년 이전

현대에 가장 널리 쓰이는 기법은 특정한 나무로 만들어진 숯과 거친 종이의 사용이다. 목탄은 종이에 얇게 스며들어, 쉽게 지우는 것을 가능하게 하지만, 소묘의 마지막에는 목탄이 번지는 것을 막기 위해 스프레이 정착액으로 보존된다. 더 단단한 목탄은 더욱 정밀하고 정확한 효과를 낼 수 있으며, 색조는 손가락이나 종이를 말아 만든 찰필(擦筆)로 문질러서 표현힐 수 있다.
흑연 연필도 인체 소묘에 자주 사용된다. 이 분야의 미술가들을 위해 연필들이 9B(매우 무름)부터 1B(중간 무름)까지, 1H(중간 단단함)부터 9H(매우 단단함)까지 다양한 형태로 팔린다. 흑연과 마찬가지로, 연필도 찰필을 이용해 지우거나 조정할 수 있다.
잉크도 많이 사용되는 용구이다. 미술가는 보통 소묘의 스케치나 윤곽을 그릴 때 흑연 연필을 이용한 후, 최종 선화는 잉크 및 펜과 붓으로 이루어진다. 잉크는 그라데이션을 주기 위해 희석될 수도 있다. 연필 자국은 잉크로 그려진 후 지워질 수도 있고, 남겨진 채로 짙은 잉크만 강조될 수도 있다.
몇몇 미술가들은 실수를 고치는 것이 제한되는 단점에도 불구하고 지속성을 중시하여, 연필 스케치 없이 곧바로 잉크로 그린다. 마티스는 이러한 방식으로 작업한 것으로 유명한 미술가이다.
바토 등의 17, 18세기 바로크와 로코코 시대 미술가들이 선호한 방법은 흰색과 검은색 사이의 중간 색조로 바탕을 깔고, 펜과 잉크, 그리고 크레용을 사용해 흑백의 명암을 더하는 것이었다.

## 역사
인체는 선사 시대부터 소묘의 재제가 되어 왔다. 비록 추측이긴 하지만, 고전 미술가들의 스튜디오 작업에서 작품의 해부학적 세부 묘사를 위해 누드 모델의 소묘가 이루어졌다는 주장이 있다. 대 플리니우스의 제욱시스(Ζεῦξις)에 대한 일화는 제욱시스가 완벽한 이미지를 만들기 위해 형태를 결합할 나체의 아그리젠토 여성 다섯 명을 고르는 것을 이야기한다. 중세 미술가의 작업실에서의 누드 모델의 사용은 체니노 체니니(Cennino Cennini)의 글에서 암시되며, 빌라르 도네쿠르(Villard de Honnecourt)의 원고는 인체 스케치가 13세기에 확립된 관행이었음을 확인해 준다.
18세기 후반, 자크 루이 다비드의 스튜디오의 학생들은 엄격한 교육과정을 따랐다. 소묘에서의 숙련은 회화의 전제 조건이었다. 매일 6시간여 동안, 학생들은 한 주 동안 같은 자세를 취하는 모델을 그렸다.

## 인체 학습

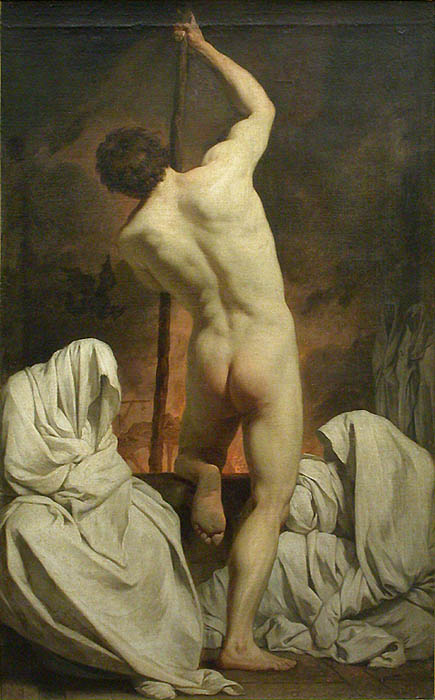
신고전주의 화가 피에르 쉬블레이라스(Pierre Subleyras)의 인체 학습

인체 학습은 나체의 인체 모델의 소묘, 회화, 조각을 그대로 행하는 것이다. 과거나 현재나 미술학교와 아카데미의 학생들에게 요구되는 연습이다.

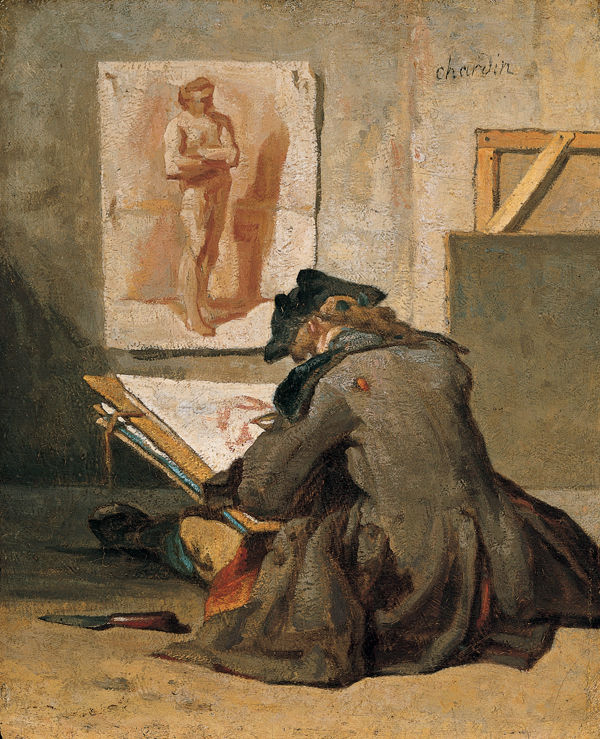
소묘를 하는 젊은 학생, 장바티스트시메옹 샤르댕, 1738년경.
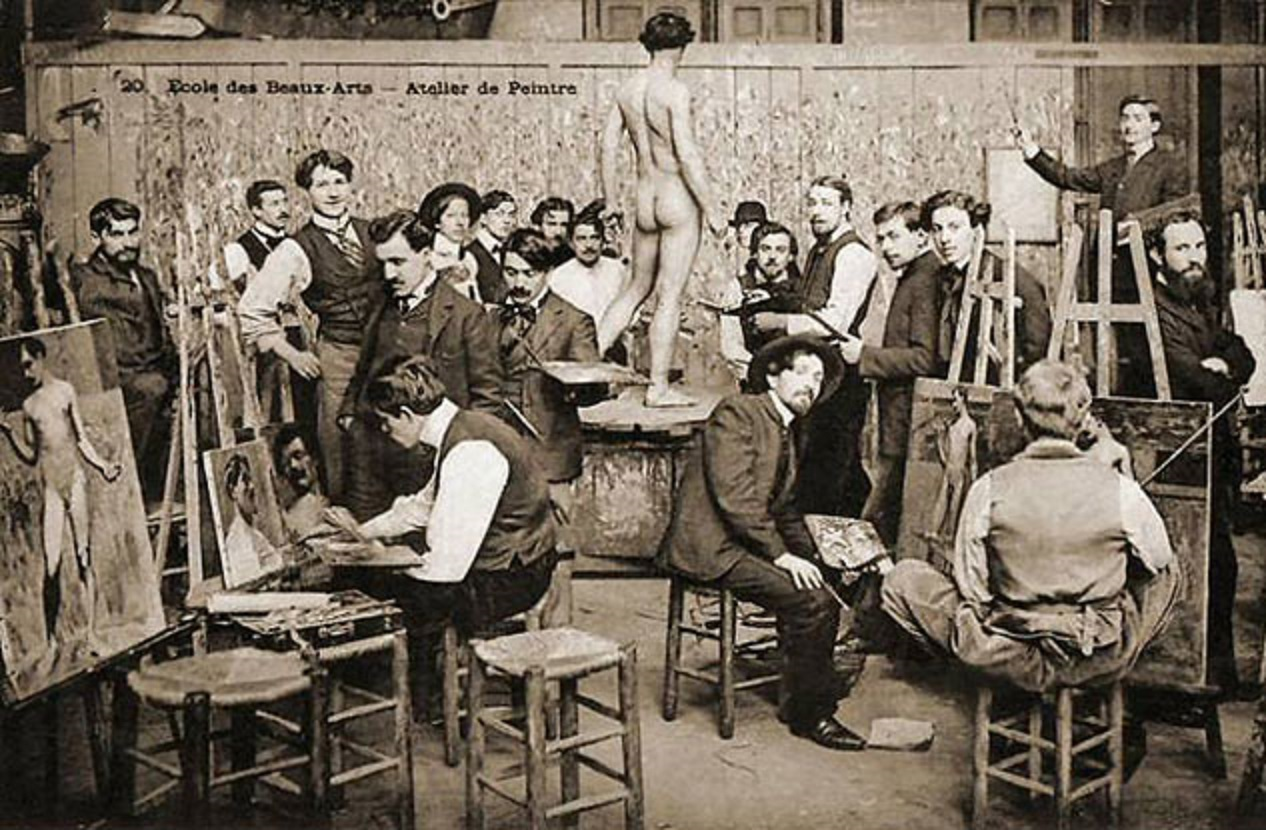
에콜 데 보자르.
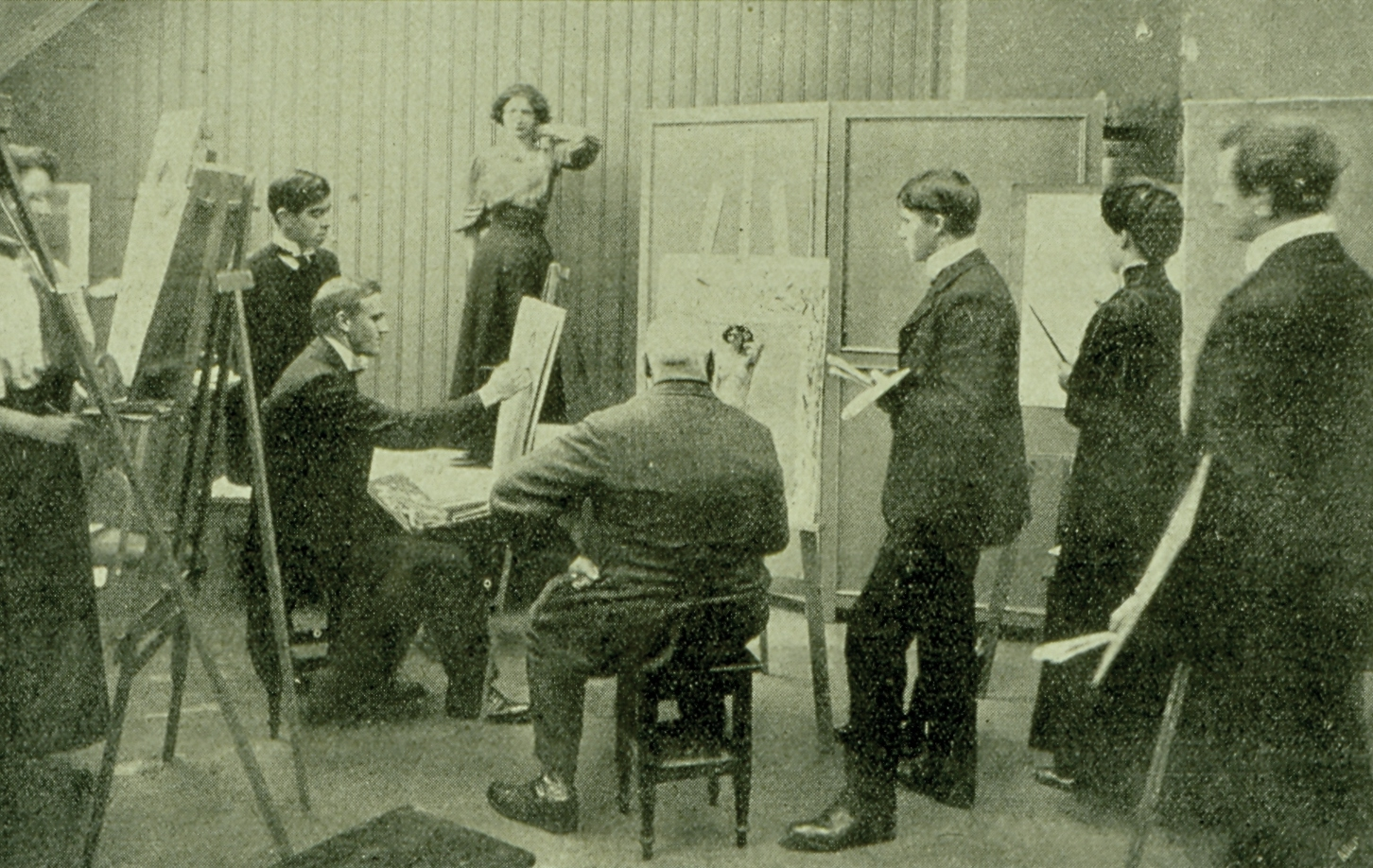
크리스티안 크로흐크(Christian Krohg)(1852-1925)가 가운데에 앉아, 오슬로의 국립미술학교(Statens kunstakademi)에서 강의하고 있다.
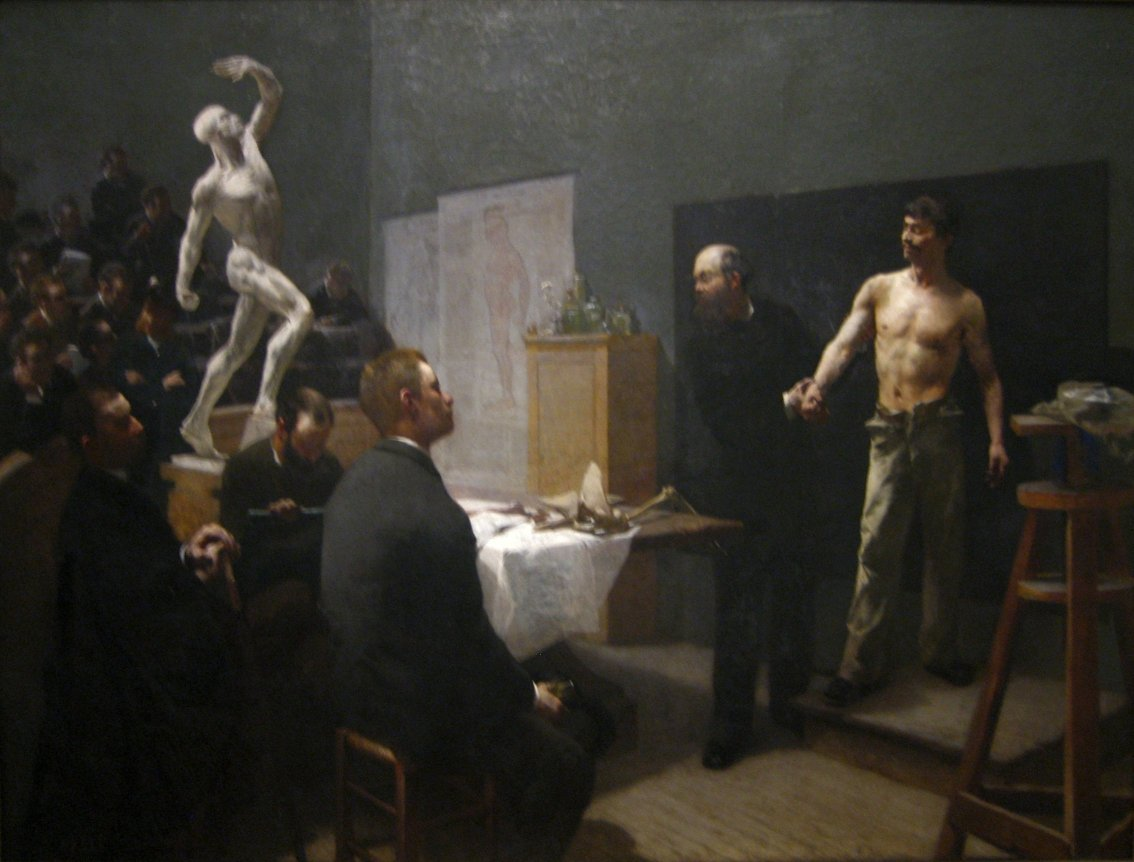
에콜 데 보자르의 해부학 수업, 프랑수아 살레(François Sallé), 1888년.
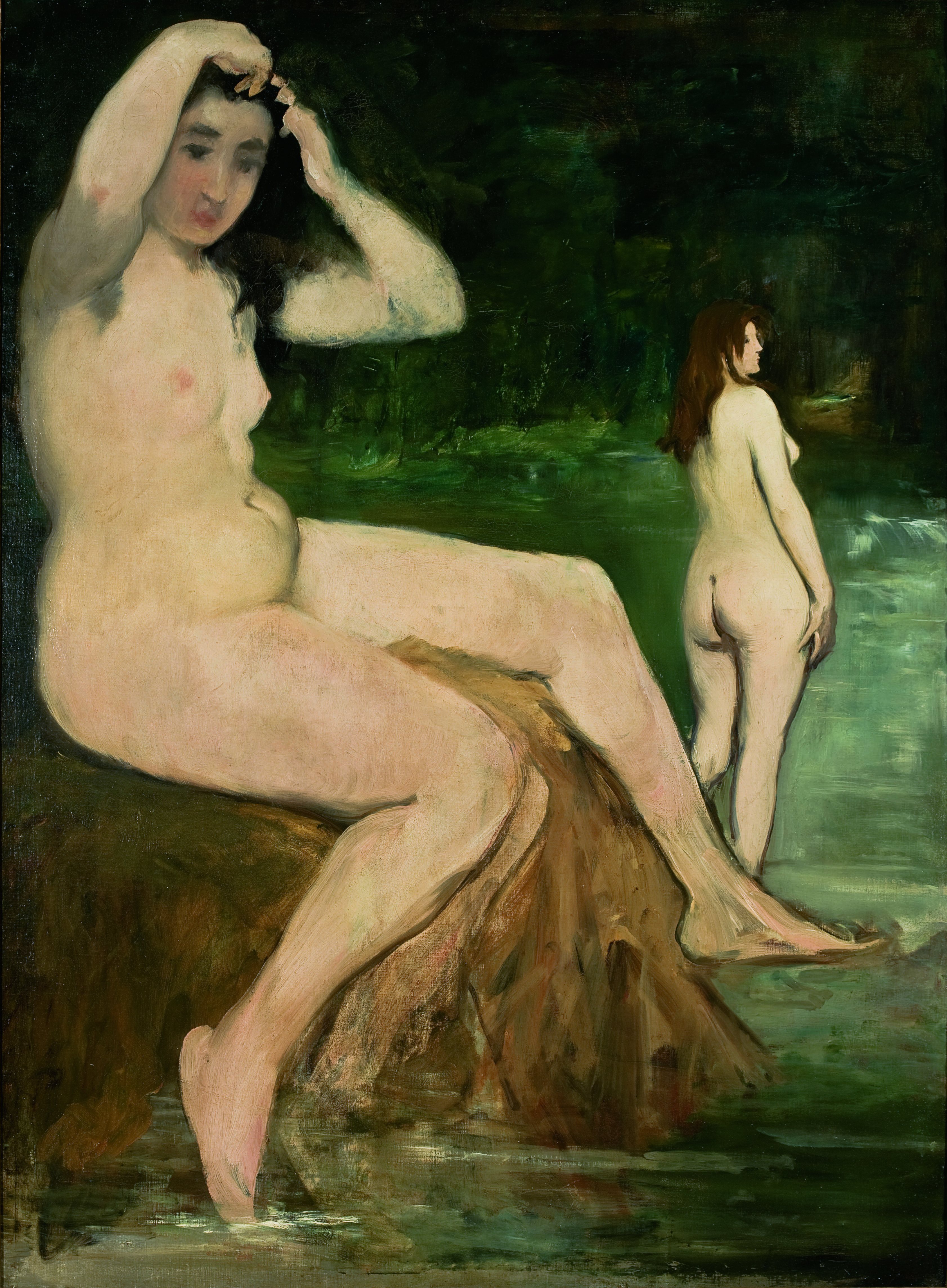
에두아르 마네, 아카데미, 1875년경.
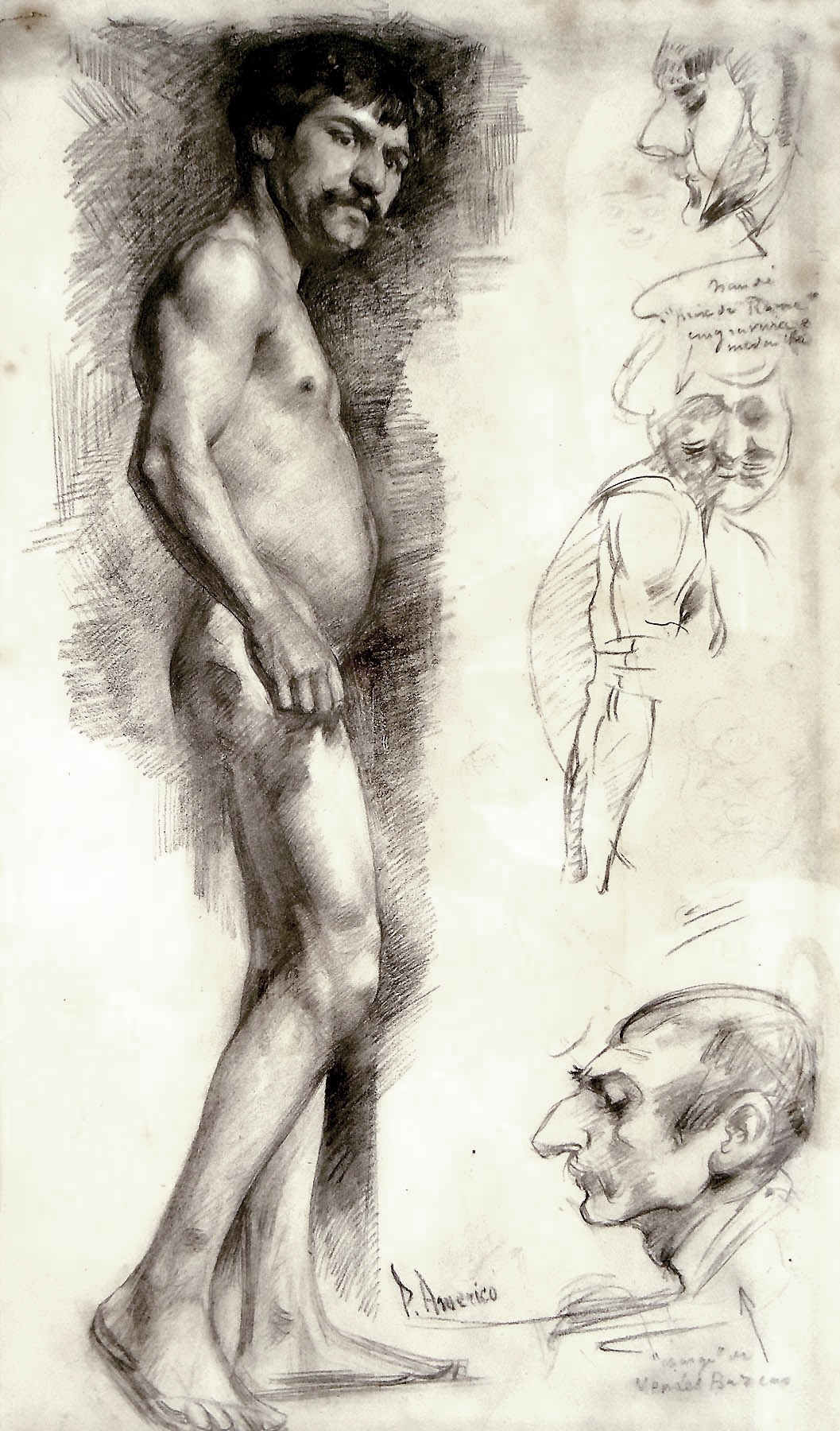
페드로 아메리코(Pedro Américo), 아카데미, 1870년경.
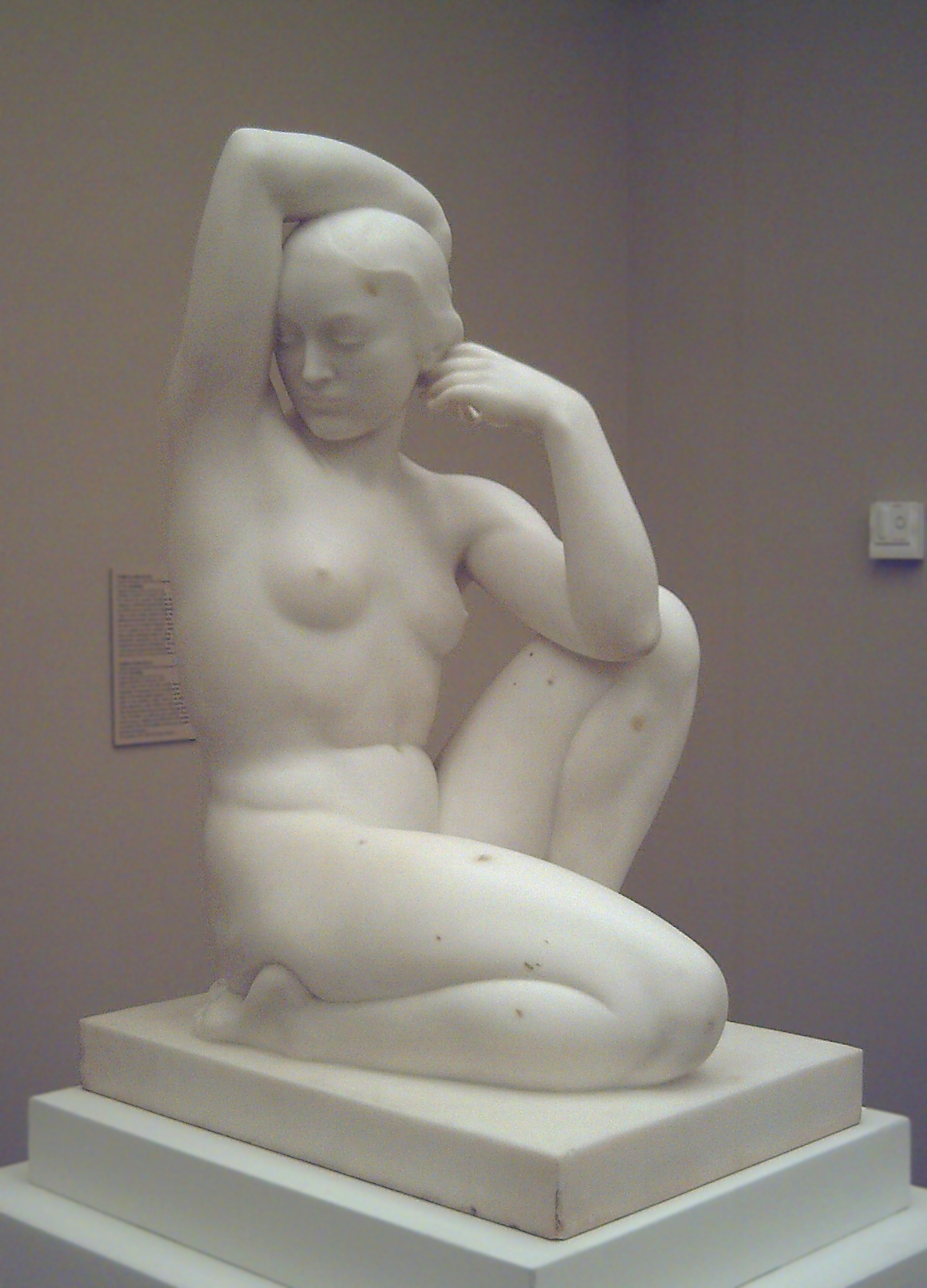
파블로 가르갈로(Pablo Gargallo), 아카데미, 1934년.

## 현대 스튜디오에서의 교육

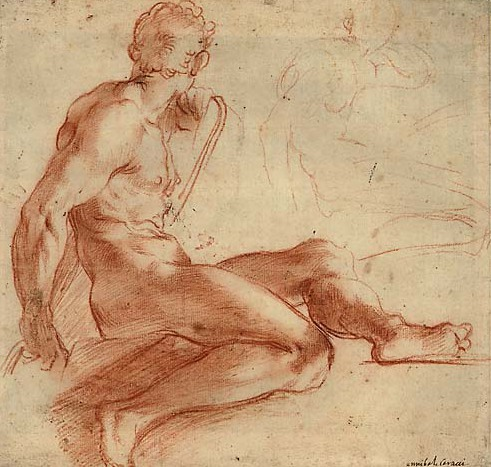
안니발레 카라치의 나체의 인체 학습

인체 소묘 교육은 대부분의 순수미술과 삽화 과정의 요소이다. 이탈리아의 순수미술 아카데미 중에는 학위 수업의 일환이지만 외부 학생들에게도 공개된 자유 누드 학교(scuola libera del nudo)가 있다. 몇몇 인체 소묘 스튜디오 강의에서는, 학생들이 모델 주위에 반원형이나 원형으로 둘러앉는다. 서로 같은 시선에서 바라보는 학생이 없기에, 그들의 소묘에는 모델과 상대적이고 개별적인 위치에 따른 미술가의 시선이 드러나게 된다. 모델은 보통 학생들의 시선이 방해받지 않도록 서 있는 자세를 취한다. 자세의 종류에 따라서는, 가구나 소품들이 사용될 수 있다. 이것들은 미술가에게 보이는 만큼 소묘에 포함되기도 한다. 하지만, 목적이 배경 내에서의 인체 배치를 배우는 것이 아닌 한 배경은 보통 그리지 않는다. 모델은 한 명이 일반적이나, 상급 강의에서는 여러 명의 모델들이 사용될 수 있다. 많은 스튜디오에는 다양한 광원을 위한 장치가 구비되어 있다.
대학교에서는, 인체 소묘의 모델은 보통(항상은 아니지만) (작은 장신구 등의 눈에 띄지 않는 소품을 제외하고는)나체이다. 자세를 취할 때, 모델은 완벽히 정지된 자세를 유지하도록 요청받는다. 긴 시간 동안 자세를 취하는 부담 때문에, 긴 강의나 어려운 자세에서는 모델의 휴식과 스트레칭를 위한 시간이 포함된다.
인체 소묘 강의가 시작될 때, 모델은 짧은 시간 동안의 자세를 빠르게 연속해서 취하도록 요청받는다. 이것은 보통 각각 1분에서 3분 사이로 취해진다. 동작 소묘는 많은 미술가들의 몸풀기가 되며, 몇몇 미술가들은 인체 소묘를 할 때마다 동작을 스케치하기도 한다. 모델의 동작을 잡아내기 위해 큰 획들은 손목의 움직임만이 아니라 팔 전체를 사용하여 이루어진다. 이는 미술가가 종이가 아니라 모델에 집중하도록 돕기도 한다. 인체에 있어서, 미술가들은 매우 신중하다. 정지한 상태의 비율은 보기에 반드시 정확히 그려질 필요는 없지만, 인체 비율에서는 가장 작은 실수라도 쉽게 드러나게 된다.
현대 미술가들은 동작이나 모델의 자세에서 나타나는 분위기를 강조하기 위해 비율을 과장하거나 왜곡할 수도 있다. 이것은 완성된 작품으로 여겨질 수 있으며, 주제, 형태, 감정과 미술가의 인체 소묘 경험의 흔적이 표현된다.
해부학은 수업에 있어서 첫 단계에 불과하다. 형태와 배경 사이의 관계와 구성의 다른 요소들도 고려된다. 구성의 균형이 점차 중요해지며 인체 소묘를 하면서 배워지게 된다. 자세에 대한 미술가의 운동 감각적 반응과 이것이 미술 매체를 통해 표현되는 방식은 더 상위의 고려이다. 인체 소묘 강의의 목적은 모든 종류의 사람을 그리는 방법을 배우는 것이기에, 이상적 인체나 아름다운 모델만이 아니라, 모든 나이, 용모, 인종의 남녀 모델들이 골라진다. 몇몇 교육자들은 특히 패션 사진가들이 좋아하는 유형의 모델을 피해, 더 현실적인 예를 찾고 성적 대상화의 영향을 막고자 한다. 교육자들은 고유한 윤곽이나 표면 질감을 주는 특정 유형의 몸을 선호하기도 한다. 고용된 모델의 다양성은 그들이 (가만히 있지 못하는 어린이들과 약한 노인들을 제외하는) 긴 시간 동안 자세를 고정하고 있어야 할 필요와, 나체 모델의 자세에 대한 도덕적 및 법적 우려로 인해 제한될 수 있다.

## 참고 문헌
- Berry, William A. (1977). 《Drawing the Human Form: A Guide to Drawing from Life》. New York: Van Nortrand Reinhold Co. ISBN 0-442-20717-4.
- Clark, Kenneth (1956). 《The Nude: A Study in Ideal Form》. Princeton: Princeton University Press. ISBN 0-691-01788-3.
- Jacobs, Ted Seth (1986). 《Drawing with an Open Mind》. New York: Watson-Guptill Publications. ISBN 0-8230-1464-9.
- Nicolaides, Kimon (1941). 《The Natural Way to Draw》. Boston: Houghton Mifflin Co. ISBN 0-395-20548-4.
- State University of New York at Binghamton., Finch College., & Sterling and Francine Clark Art Institute (1974). 《Strictly academic: life drawing in the nineteenth century (Exhibition Catalog)》. Binghamton: State University of New York. OCLC 5431402.
- Steinhart, Peter (2004). 《The Undressed Art: Why We Draw》. New York: Alfred A. Knopf. ISBN 1-4000-4184-8.
- Tast, Brigitte (1992). 《Modell Gehen》. ISBN 3-88842-601-4.

## 같이 보기
- 조각
- 나체 미술
- 미술 모델
- 위키미디어 공용에 인체 소묘 관련 미디어 분류가 있습니다.